# 한단순
한단 순(邯鄲淳, 132년 ~ ?)은 중국 후한 말 ~ 조위의 유학자이자 관료로, 자는 자례(子禮)이며, 예주 영천군 사람이다. 축(竺)이라는 이명을 갖고 있었다. 후한의 관료 도상의 외조가이다.

## 생애
원가(元嘉) 원년(151년), 상우령(上虞令) 탁상이 효녀 조아(曹娥)의 비를 세우려 했는데, 탁상은 제자 한단순에게 비문을 적도록 하였다. 한단순은 바로 붓을 들어 비문을 써내려갔고, 비문의 내용은 더없이 훌륭하였다. 한단순은 이때부터 명성을 떨치기 시작했다.
초평(初平) 연간에 전란을 피하여 형주(荊州)의 유표(劉表)를 섬겼으며, 유표가 죽은 후에는 유종(劉琮)을 섬기다가 조조(曹操)에게 항복했다.
조조는 그의 학식과 재능을 높이 샀을 뿐만 아니라, 아들 조식(曹植)이 그를 찾고 있었기 때문에 한단순을 조식의 밑에 두었다. 조조는 매일 한단순과 이야기를 나누면서, 늘 그의 박식함에 감탄했다고 한다. 조식과 사이가 좋지 않았던 문제(文帝) 또한 그를 중용하여, 위(魏) 건국 후에는 한단순을 박사(博士) · 급사중(給事中)에 임명하였다.
한단순은 서예가로도 명성이 높았다. 《설문해자(說文解字)》를 비롯하여 여러 옛 서체에 관한 지식이 풍부했으며, 전서(篆書)는 당대 최고였을 뿐만 아니라 예서(隷書)는 양곡(梁鵠)에 버금가는 사람으로 평가받았다.
저서로 《소림(笑林)》 · 《예경(藝經)》이 있으며, 한시 작품으로 《투호부(投壺賦)》가 전한다.